# Lema dos nove
Em matemática, o lema dos nove (ou lema 3×3) é uma afirmação sobre diagramas comutativos e sequências exatas válidas na categoria de grupos e qualquer categoria abeliana. Ele afirma: se o diagrama à direita for um diagrama comutativo e todas as colunas, bem como as duas linhas inferiores, forem exatas, a linha superior também será exata. Da mesma forma, se todas as colunas e as duas linhas superiores forem exatas, a linha inferior também será exata. Da mesma forma, como o diagrama é simétrico em relação à sua diagonal, as linhas e colunas também podem ser trocadas no exemplo acima.
O lema dos nove pode ser provado por busca direta de diagramas ou aplicando o lema da cobra (às duas linhas inferiores no primeiro caso e às duas linhas superiores no segundo caso).
Linderholm (p. 201) fornece uma visão satírica do lema dos nove:
"Desenhe um tabuleiro de zeros e cruzes, mas, ao invés de preenchê-lo com isso, use use setas curvas. Mova suas mãos em padrões complicados sobre este tabuleiro. Faça alguns zeros, mas não nos quadrados; coloque-os em ambas as extremidades das linhas horizontais e verticais.
Com isso, você já provou:
(a) o lema dos nove
(b) o lema dos seis
(c) o lema dos vinte e cinco."
Há duas variantes do lema dos nove: sustenidos e simétricos (ver Lemas 3.3, 3.4 no Capítulo XII).